# وثيلان
أوثيلان ، هي البوَّابة الشَّمالية لمنطقة الرياضْ ، وتُسمّى وثيلان أو أوثيلان ، وأتاها هذا الإسم لكونها تقع في منطقة يَكثُر فيها شجرة الأثل ، وقيلَ أن أهلها الجشوش هذه المنطقة وجدوا الماء تحت شجرة كبيرة وهي شجرة الأثل وسميت نسبةً لذلك .
هجرة وثيلان من هجر الجشوش من الصعبة من مطير وتقع في إقليم السر التابع لمنطقة الرياض وتقع بالتحديد شمال الأرطاوي بنحو 24 كيلو منه وأول من اتخذ أوثيلان هجرة للإخوان هو سليم بن رجّاح الجش وذلك عام 1347هـ بعد أن أخذ الأخوان من الأمام عبد العزيز بن عبد الرحمن آل سعود لذلك وفي عام 1349 هـ تولى إمارة القرية الشيخ فلاح الحوز الجش ويسكنها الجشوش من الصعبة من بني عبد الله من مطير وفخوذ اخري من قبيلة مطير وتتميز بتنظيمها العمراني حتى انها تضاهي أفضل المدن بالمملكة وبوفرة المياه العذبه كما تشتهر بالزراعة ومن أشهرها زراعة الحبحب المسمى ب حبحب السر.
تتميز وثيلان بموقعها الاستراتيجي المهم الذي يُساعدها على التطور الاقتصادي حيث هي بوابة منطقة الرياض الشمالية وتقع على «طريق الرياض-القصيم» القديم جنوب محافظة المذنب 45 كم.
تُحيط بها عدة قرى بالإضافة إلى مشاريع الأمير عبد الرحمن بن عبد العزيز آل سعود.
وتشهد هذه المدينة كثافة سكانية كبيرة ونهضة عمرانية سريعة وفيها الكثير من المحلات التجارية وتحيط بها المزارع الكثيفة ويوجد فيها مستشفى وثيلان العام (انظر الوصلات الخارجية). حيث وصل تعداد السكان إلى ثلاث عشر ألفاً حسب إحصائية مستشفى وثيلان العام قبل عام تقريباً.
ويوجد بها أكثر من ثلاث عشر مخطط سكني مابين مخططات حكومية ومخططات أهلية.
كما يوجد بها أكثر من 200 محل تجاري وهي المدينة الثانية بعد مدينة ساجر في شمال السر والتي تبعد أكثر من 50 كم.

## وصلات خارجية
- [http://www.mutair.ws/vb/archive/index.[php/t-1968.html
- جريدة الرياض: مستشفى وثيلان.